# Sonia I. Seneviratne
Sonia I. Seneviratne   (Lausana, 5 de juny de 1974) és una científica del clima suïssa, professora a l'Institut de Ciències de l'Atmosfera i del Clima de l'ETH Zürich. És especialista en esdeveniments climàtics extrems.

## Biografia
Sonia Seneviratne va estudiar biologia a la Universitat de Lausana i ciències ambientals a l'ETH Zürich. En aquesta universitat, el 2002, es va doctorar en ciències de l'atmosfera i del clima.
Va treballar com a investigadora postdoctoral a la NASA. Des de 2007, és professora a l'Institut de Ciències de l'Atmosfera i del Clima de l'ETH Zürich.
Sonia Seneviratne és membre del Grup Intergovernamental sobre el Canvi Climàtic (IPCC). Va ser autora principal de l'Informe especial de l'IPCC sobre l'escalfament global d'1,5 °C (2018) i una coordinadora principal del Sisè Informe d'avaluació (2021).

## Premis i reconeixements
Sonia Seneviratne va ser inclosa a la llista de 2015 de Thomson Reuters dels científics moderns més citats. Va ser l'autora principal d'un article de 2014 a Nature Climate Change que no mostrava cap pausa en l'augment de les temperatures extremes de calor entre 1997 i 2012.
És membre del comitè de la Medalla Roger Revelle. El 2013, va rebre la Medalla James B. Macelwane de la Unió Geofísica Estatunidenca. El 2014, va rebre una beca de consolidació del Consell Europeu de Recerca.